# ستيفن شوارتز (أخصائي علم الأمراض)
ستيفن م.شوارتز (بالإنجليزية: Stephen Schwartz)‏ (1941/1942 - 17 مارس 2020)، كان أخصائي في علم الأمراض، أمريكي الجنسية وعمل في جامعة واشنطن. كان عالما وباحثا في مجال البيولوجيا الوعائية أو بيولوجيا الاوعية الدموية، حيث بحث في علم بنية الأوعية الدموية وخلايا العضلات الملساء.
حصل ستيفن شوارتز على بكالوريوس في علم الأحياء من جامعة هارفارد عام 1963، وعلى دكتوراه في الطب من جامعة بوسطن عام 1967. بدأ بالإقامة الطبية في جامعة واشنطن عام 1967، ونال وحصل أيضًا على درجة الدكتوراه (Ph.D.) في علم الأمراض من المؤسسة هذه عام 1973. كان الرئيس المساعد في قسم علم الأمراض في المركز الطبي التابع لبحرية للولايات المتحدة؛ حيث خدم في هذا المنصب من عام 1973 إلى عام 1974.
كان ستيفن أستاذًا مساعدًا بجامعة واشنطن في مجال علم الأمراض من عام 1974 إلى عام 1979، وأستاذ مشارك من عام 1979 إلى عام 1984، ثم عمل في منصب بروفيسور من عام 1984 وحتى وفاته. كان أستاذاً مساعداً ومشارك في أقسام الطب والهندسة الحيوية. ساعد في تأسيس منظمة بيولوجيا الأوعية الدموية (بيولوجيا وعائية) في أمريكا الشمالية، وساعد في إنشاء وتأسيس جائزة إيرل ب. بينديت؛ التي فاز بها بنفسه وحاز عليها في عام 2001.
توفي ستيفن م. شوارتز من مرض فيروس كورونا 2019 في تاريخ 17 مارس 2020، عن عمر يناهز 78 عامًا.